# Adolf Wagner (Botaniker)

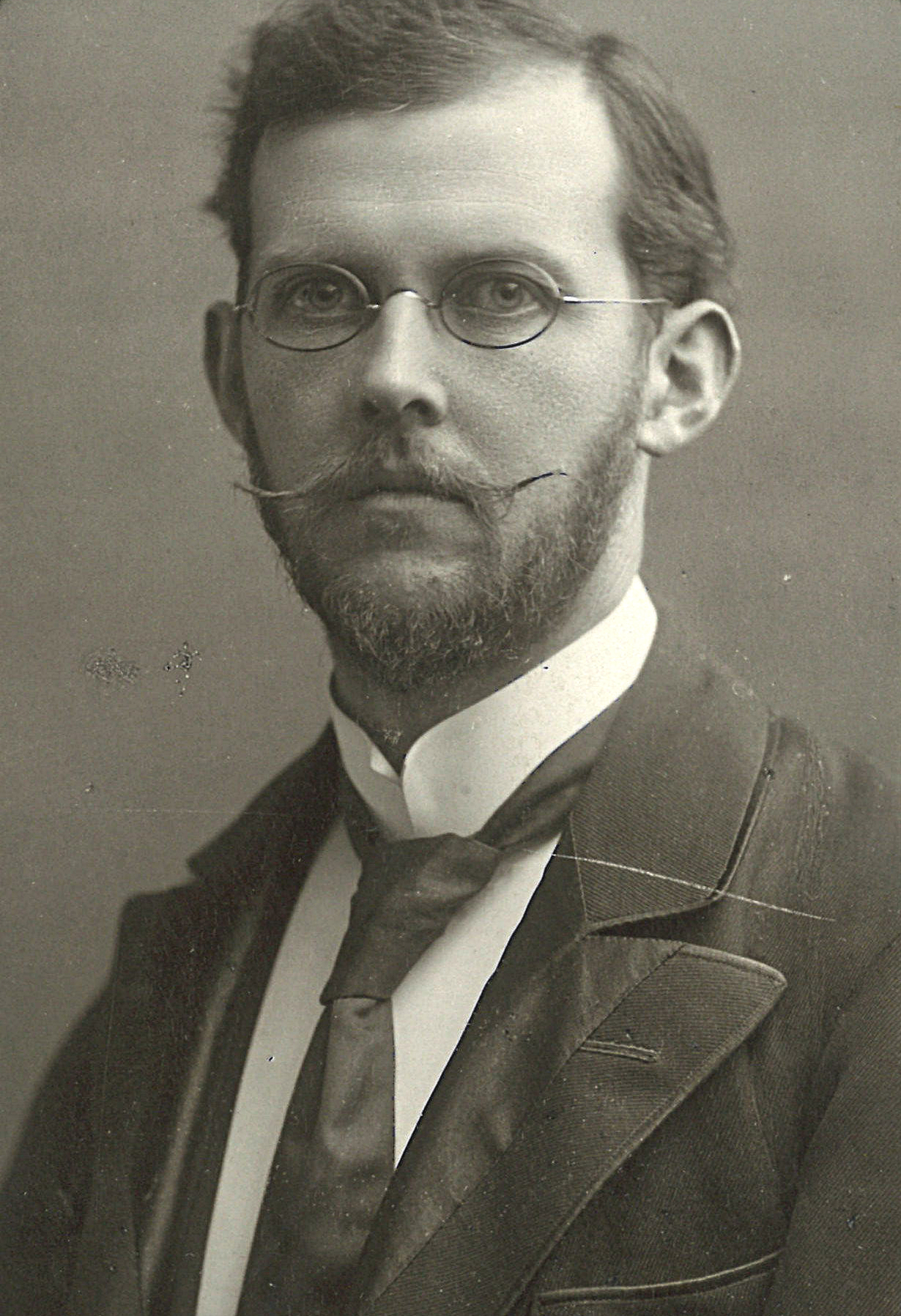
Adolf Wagner in einem Fakultätsalbum der Universität Innsbruck

Adolf Wagner (* 26. Juli oder September 1869 in Meran; † 2. November 1940 in Innsbruck) war ein österreichischer Botaniker, Naturphilosoph und Hochschullehrer. Er veröffentlichte grundlegende Erkenntnisse über die Intelligenz der Pflanzen und ist der geistigen Strömung des Neovitalismus zuzuordnen. Der Philosoph Hans Werner Ingensiep vertrat 2001 die Ansicht, dass Wagner „nach Francé der wichtigste Vertreter der Pflanzenpsychologie im ersten Drittel des 20. Jahrhunderts“ gewesen sei.

## Leben

### Herkunft, Ausbildung und Privatleben
Er kam 1869 als Sohn des Privatiers und ehemaligen Ministerialbeamten Adolf Wagner († 1892) und dessen Ehefrau Aurelie Maurer († 1914) in der Stadt Meran zur Welt, die damals zum Kronland Gefürstete Grafschaft Tirol innerhalb des Landesteils Cisleithanien der Realunion-Doppelmonarchie Österreich-Ungarn gehörte. Nachdem er am Gymnasium in Innsbruck die Matura abgelegt hatte, studierte er zwischen 1888 und 1892 Naturwissenschaften an der dortigen Leopold-Franzens-Universität. Am 21. Juni 1893 wurde er bei Doktorvater Emil Heinricher mit der Dissertation Zur Kenntniss des Blattbaues der Alpenpflanzen und dessen biologischer Bedeutung zum Dr. phil. promoviert. In seiner schriftlichen Bewertung der Arbeit führte Heinricher aus:
„Der Candidat hat mit Geschick ein grosses Material anatomisch bearbeitet und gewinnt durch dasselbe geeignete Stützpunkte zur Beantwortung der gestellten Frage. Von besonderem Interesse und neu ist speciell der Nachweis des reichen Vorkommens von Spaltöffnungen, oberseits an den Blättern der Alpenpflanzen. Die anatomischen Resultate erscheinen in glücklicher Weise und unter Heranziehung neuer Gesichtspunkte, verknüpft mit den physikalischen und meteorologischen Verhältnissen des Alpenklimas. So ist die Abnahme des absoluten Kohlensäuregehaltes mit der Höhe noch nie mit Rücksicht auf das pflanzliche Leben hervorgehoben worden, und lassen in der That die anatomischen Einrichtungen sich sehr wirksam mit dieser Thatsache verknüpfen. Die einschlägige Literatur ist reichlich und geschickt benützt, im Urtheil gibt sich Besonnenheit und Eignung zu selbständiger Auffassung zu erkennen. Der Styl ist durchaus correct und angenehm, höchstens tritt eine etwas breite Behandlung stellenweise hervor, welche übrigens in einer ersten Veröffentlichung wenig zu bedeuten hat. Liegt nicht schon im Publicationsort eine Gewähr für die Tüchtigkeit der Arbeit, so erlaube ich mir doch hervorzuheben, dass dieselbe der k[aiserlichen] Akademie durch das wirkliche Mitglied, Dr. J. Wiesner, Professor der Pflanzenphysiologie, überreicht wurde und dass sich dieser Fachmann durchaus anerkennend über Wagners Arbeit geäußert hat. Schliesslich sei noch erwähnt, dass die Abhandlung bereits Gegenstand eines ausführlichen Artikels in der Naturwissenschaftlichen Rundschau war und desgleichen in der Botanischen Zeitung besprochen wurde.“
Ab 1895 war Wagner mit seiner Cousine Alice Maurer († 1942) verheiratet.

### Berufliche Karriere
Nach seinem Studienabschluss arbeitete Wagner zunächst zwischen 1892 und 1895 unter Heinricher als erster wissenschaftlicher Assistent für Botanik an seiner Alma Mater. Anschließend war er – ermöglicht durch das väterliche Erbe – fünf Jahre als freier Schriftsteller im Königreich Bayern tätig und lebte während dieser Periode in Neuhaus am Inn und in München. Ab Juni 1900 nahm er seine Assistentenstelle wieder auf und 1902 durchlief er mit der Schrift Beiträge zu einer empiriokritischen Grundlegung der Biologie das erste botanische Habilitationsverfahren der Universität, woraufhin man ihn zum Privatdozenten beförderte. Allerdings bekleidete er noch bis 1906 seinen Posten als Assistent. In den darauffolgenden Jahren wurde er 1909 zum außerordentlichen Professor und schließlich 1918 ad personam zum ordentlichen Professor für Botanik berufen. Seine Emeritierung erfolgte 1934.
Wagner engagierte sich im Naturwissenschaftlich-Medizinischen Verein Innsbruck und war darüber hinaus seit 1891 Mitglied der Deutschen Botanischen Gesellschaft.

## Wissenschaftliches Wirken
Wagner publizierte nur wenige fachbotanische Arbeiten. Er hinterließ dem botanischen Institut der Universität jedoch eine Sammlung von etwa 5000 seiner hochqualitativen Fotos und Diapositive von Pflanzen und stattete auch die Schau der Naturgeschichte Vorarlbergs in Dornbirn mit Bildmaterial aus. Sein hauptsächliches Interesse galt jedoch der Naturphilosophie, wobei er sich gegen die streng materialistisch-kausalistische Einstellung des 19. Jahrhunderts stellte und im Wesentlichen einen systemtheoretischen Standpunkt vertrat, dem zufolge die Vorgänge in Organismen auf intelligente Weise einem Ziel zustreben. Philosophisch inspiriert von Arthur Schopenhauers irrationalistischer Willensmetaphysik sowie den Schriften Eduard von Hartmanns (beispielsweise Philosophie des Unbewußten von 1869) wendete er sich bereits in seinem 1897 erschienenen Frühwerk Grundprobleme der Naturwissenschaft. Briefe eines unmodernen Naturforschers gegen den Materialismus und Darwinismus und sprach den Pflanzen „Empfindung“ zu.
Einige Jahre später führten ihn botanische Untersuchungen spontaner Bewegungsphänomene zu August Paulys „Psycholamarckismus“ (einer Variante des Panpsychismus), den er weiterentwickelte und unter dessen Einfluss er 1907 die programmatische Monographie Der neue Kurs in der Biologie veröffentlichte. Wagners antimechanistischer und antidarwinistischer „Psycholamarckismus“ – „für den er eine erkenntnistheoretische Stütze [unter anderem] im Empiriokritizismus von Richard Avenarius und Ernst Mach [...] zu finden glaubte“ – postulierte „die aktive Anpassung des Lebens an seine Umwelt unter Einbeziehung der Psyche als biologisch mitbestimmenden Faktor“. In seinem Buch Das Zweckgesetz in der Natur. Grundlinien einer Meta-Mechanik des Lebens, das mit dem Erscheinungsjahr 1923 bereits seinem Spätwerk zuzuordnen ist, nahm er zudem noch eine teleologische Komponente in den Entwicklungsvorgängen der Natur an.
Zeitgenossen standen Wagners Ansichten zumeist kritisch gegenüber und bewerteten seinen „Psycholamarckismus“ als „Ergebnis von mit unzulässigen Analogien geführter schulmetaphysischer Spekulation“.

## Publikationen (Auswahl)
Botanik
- Zur Kenntniss des Blattbaues der Alpenpflanzen und dessen biologischer Bedeutung. In: Sitzungsberichte der Kaiserlichen Akademie der Wissenschaften in Wien – mathematisch-naturwissenschaftliche Classe. Band 101, 1892, S. 487–548 (zobodat.at [PDF]).
- Über die Anpassungsfähigkeit von Myriophyllum verticillatum. In: Zeitschrift für den Ausbau der Entwicklungslehre. Jahrgang 1, Heft 12, 1907, S. 339–364.
- Die fleischfressenden Pflanzen. Aus der Reihe: „Aus Natur und Geisteswelt“, Band 344. B. G. Teubner Verlag, Leipzig 1910, 128 Seiten.
- Die Lebensgeheimnisse der Pflanze. Eine Einführung in die Lebensgesetze der höheren Pflanzen. Verlag von Theodor Thomas, Leipzig 1911, 190 Seiten.
- Vorlesungen über vergleichende Tier- und Pflanzenkunde zur Einführung für Lehrer, Studierende und Freunde der Naturwissenschaften. Verlag von Wilhelm Engelmann, Leipzig 1912, 518 Seiten.
- Repetitorium der allgemeinen Botanik. Ein kurzes Lehr- und Hilfsbuch für das Prüfungsstudium. Verlag von Wilhelm Engelmann, Leipzig 1915, 295 Seiten.
- Über eine unzweckmäßige Einrichtung im Blütenbaue von Lobelia laxiflora. In: Berichte der Deutschen Botanischen Gesellschaft. Band 35, 1917, S. 360–369.

Naturphilosophie
- Grundprobleme der Naturwissenschaft. Briefe eines unmodernen Naturforschers. Gebrüder Borntraeger Verlagsbuchhandlung, Berlin, 255 Seiten.
- Der neue Kurs in der Biologie. Allgemeine Erörterungen zur prinzipiellen Rechtfertigung der Lamarckschen Entwicklungslehre. Franckh’sche Verlagshandlung, Stuttgart 1907, 96 Seiten.
- Geschichte des Lamarckismus. Als Einführung in die psycho-biologische Bewegung der Gegenwart. Franckh’sche Verlagshandlung, Stuttgart 1908, 313 Seiten.
- Das Zweckgesetz in der Natur. Grundlinien einer Meta-Mechanik des Lebens. Verlag von Eugen Rentsch, Erlenbach 1923, 301 Seiten.